# Ozero Mengisor
Ozero Mengisor (kazakiska: Mengkeser) är en saltsjö i Kazakstan.   Den ligger i oblystet Nordkazakstan, i den norra delen av landet, 400 km nordväst om huvudstaden Astana. Arean är 36 kvadratkilometer.